# Municipio de Loreto (Zacatecas)
El municipio de Loreto es uno de los 58 municipios del estado mexicano de Zacatecas. Su cabecera es la localidad de Loreto. Está ubicado al suroeste del estado.

## Geografía
Coordenadas:	Longitud 102°09'43.20" W a 101°46'51.60" W, Latitud 22°09'57.60" N a 22°22'53.04" N.
Limita al norte con los Municipios de Luis Moya y Noria de Ángeles; al sur con los Municipios de Villa García y con el municipio de Asientos del estado de Aguascalientes; al este con los Municipios de Noria de Ángeles y Villa González.
Loreto es por excelencia un municipio agrícola dedicado principalmente el cultivo de hortalizas, tales como repollo, brocoli, chile, cebolla, etc. Además de ser el productor número uno de lechugas a nivel nacional.
Una de sus comunidades, El Hinojo ubicada al sureste del municipio, cuenta con una exhacienda "Hacienda del San Francisco del Vibar", que actualmente permanece en ruinas.

### Clima
| Parámetros climáticos promedio de Loreto, Zacatecas (2077 msnm) normales 1971–2000 | Parámetros climáticos promedio de Loreto, Zacatecas (2077 msnm) normales 1971–2000 | Parámetros climáticos promedio de Loreto, Zacatecas (2077 msnm) normales 1971–2000 | Parámetros climáticos promedio de Loreto, Zacatecas (2077 msnm) normales 1971–2000 | Parámetros climáticos promedio de Loreto, Zacatecas (2077 msnm) normales 1971–2000 | Parámetros climáticos promedio de Loreto, Zacatecas (2077 msnm) normales 1971–2000 | Parámetros climáticos promedio de Loreto, Zacatecas (2077 msnm) normales 1971–2000 | Parámetros climáticos promedio de Loreto, Zacatecas (2077 msnm) normales 1971–2000 | Parámetros climáticos promedio de Loreto, Zacatecas (2077 msnm) normales 1971–2000 | Parámetros climáticos promedio de Loreto, Zacatecas (2077 msnm) normales 1971–2000 | Parámetros climáticos promedio de Loreto, Zacatecas (2077 msnm) normales 1971–2000 | Parámetros climáticos promedio de Loreto, Zacatecas (2077 msnm) normales 1971–2000 | Parámetros climáticos promedio de Loreto, Zacatecas (2077 msnm) normales 1971–2000 | Parámetros climáticos promedio de Loreto, Zacatecas (2077 msnm) normales 1971–2000 |
| Mes                                                                                | Ene.                                                                               | Feb.                                                                               | Mar.                                                                               | Abr.                                                                               | May.                                                                               | Jun.                                                                               | Jul.                                                                               | Ago.                                                                               | Sep.                                                                               | Oct.                                                                               | Nov.                                                                               | Dic.                                                                               | Anual                                                                              |
| ---------------------------------------------------------------------------------- | ---------------------------------------------------------------------------------- | ---------------------------------------------------------------------------------- | ---------------------------------------------------------------------------------- | ---------------------------------------------------------------------------------- | ---------------------------------------------------------------------------------- | ---------------------------------------------------------------------------------- | ---------------------------------------------------------------------------------- | ---------------------------------------------------------------------------------- | ---------------------------------------------------------------------------------- | ---------------------------------------------------------------------------------- | ---------------------------------------------------------------------------------- | ---------------------------------------------------------------------------------- | ---------------------------------------------------------------------------------- |
| Temp. máx. abs. (°C)                                                               | 29.5                                                                               | 31                                                                                 | 34.5                                                                               | 37.5                                                                               | 37.5                                                                               | 37                                                                                 | 34.5                                                                               | 34                                                                                 | 34                                                                                 | 33                                                                                 | 30                                                                                 | 29.5                                                                               | 37.5                                                                               |
| Temp. máx. media (°C)                                                              | 22.6                                                                               | 24.4                                                                               | 27.4                                                                               | 29.3                                                                               | 30.7                                                                               | 29.5                                                                               | 27.4                                                                               | 27.2                                                                               | 26.6                                                                               | 26.1                                                                               | 25.0                                                                               | 22.9                                                                               | 26.6                                                                               |
| Temp. media (°C)                                                                   | 12.8                                                                               | 14.1                                                                               | 17.0                                                                               | 19.3                                                                               | 21.5                                                                               | 21.8                                                                               | 20.4                                                                               | 20.1                                                                               | 19.5                                                                               | 17.9                                                                               | 15.3                                                                               | 13.4                                                                               | 17.8                                                                               |
| Temp. mín. media (°C)                                                              | 3.0                                                                                | 3.8                                                                                | 6.6                                                                                | 9.3                                                                                | 12.3                                                                               | 14.1                                                                               | 13.4                                                                               | 13.1                                                                               | 12.4                                                                               | 9.7                                                                                | 5.6                                                                                | 4.0                                                                                | 8.9                                                                                |
| Temp. mín. abs. (°C)                                                               | -8                                                                                 | -4.5                                                                               | -4.5                                                                               | 0.5                                                                                | 4                                                                                  | 5                                                                                  | 5                                                                                  | 7                                                                                  | 5                                                                                  | 0                                                                                  | -6.5                                                                               | -7.5                                                                               | -8                                                                                 |
| Precipitación total (mm)                                                           | 16.3                                                                               | 6.6                                                                                | 2.8                                                                                | 8.2                                                                                | 26.1                                                                               | 59.4                                                                               | 117.2                                                                              | 83.4                                                                               | 60.0                                                                               | 34.3                                                                               | 9.8                                                                                | 11.8                                                                               | 435.9                                                                              |
| Fuente: Servicio Meteorológico Nacional                                            |                                                                                    |                                                                                    |                                                                                    |                                                                                    |                                                                                    |                                                                                    |                                                                                    |                                                                                    |                                                                                    |                                                                                    |                                                                                    |                                                                                    |                                                                                    |

## Demografía

### Localidades
El municipio de Loreto tiene un total de 89 localidades, las principales y el número de habitantes en 2020 son las siguientes:
| Localidad                     | Población |
| Total Municipio               | 53 709    |
| Loreto                        | 26 287    |
| San Marcos                    | 2 964     |
| Tierra Blanca                 | 2 402     |
| Crisóstomos                   | 1 531     |
| Colonia Hidalgo (El Tecolote) | 1 514     |
| Norias de Guadalupe           | 1 428     |
| Santa María de los Ángeles    | 1 380     |
| Ejido Hidalgo                 | 1 375     |
| San Blas                      | 1 307     |
| El Lobo                       | 1 203     |
| La Alquería                   | 1 125     |
| La Concepción                 | 1 036     |
| Bimbaletes                    | 1 020     |

## Política
El gobierno del municipio le corresponde, como en todos los municipios de México, al ayuntamiento, estando éste conformado por el duque de Loreto, un síndico y el cabildo compuesto por diecisiete regidores, siendo diez electos por mayoría y siete por el principio de representación proporcional; el ayuntamiento es electo mediante voto universal, directo y secreto para un periodo gubernamental de tres años no renovables para el periodo inmediato pero sí de manera no consecutiva, todo entran a ejercer su cargo el día 15 de septiembre del año de la elección.

### Subdivisión administrativa
El municipio se divide en trece delegaciones municipales, cuyos titulares son electos mediante voto directo.

### Representación legislativa
Para la elección de Diputados al Congreso de Zacatecas y al Congreso de la Unión, el municipio de Loreto se encuentra integrado en los siguientes distritos electorales:
Local:
- IX Distrito Electoral Local de Zacatecas con cabecera en Loreto.[6]

Federal:
- IV Distrito Electoral Federal de Zacatecas con cabecera en la ciudad de Guadalupe.[7]